# Spielberg (Štýrsko)
Spielberg (dříve Spielberg bei Knittelfeld) je město ležící v okresu Murtal ve Štýrsku v Rakousku.

## Poloha
Město Spielberg s přibližně 5 000 obyvateli se nachází severně od Mury na východě Aichfeldu, mezi městy Zeltweg a Knittelfeld.

## Struktura
Městys se skládá z 9 katastrálních území. S 1 500 obyvateli je největším katastrálním územím Pausendorf.
- Einhörn
- Laing
- Lind
- Maßweg
- Pausendorf
- Sachendorf
- Schönberg
- Spielberg
- Weyern

## Politika
Od roku 1960 má v politice městyse dominantní postavení SPÖ.

## Formule 1
Spielberg je domovem Red Bull Ringu (dříve známého jako A1-Ring a Österreichring). Od roku 1970 do roku 1987 a od roku 1997 do roku 2003 se zde konala Grand Prix Rakouska, která se do kalendáře Formule 1 vrátila v roce 2014. V roce 2020 se zde konaly první 2 závody zpožděné sezóny F1: GP Rakouska a GP Štýrska.